# نطاق ك-السفلي
نطاق ك-السفلي (Ku band) جزء من الطيف الكهرومغناطيسي في نطاق ترددات الموجات الصغيرة من 12 إلى 18 جيجاهيرتز (GHz). الرمز Ku هو إختصار لـ (K-under)، (بالألمانية: Kurz-unten)‏، لأنه الجزء السفلي من نطاق K الأصلي (الذي يتراوح بين 20 -40 ج.هـ)، والذي تم تقسيمه إلى ثلاثة نطاقات (Ku و K و K<sub id="mwFw">a</sub> ) بسبب وجود ذروة رنين لبخار الماء في الغلاف الجوي عند التردد 22.24 جيجاهرتز (1.35سم) مما جعل مُنتصف التردد غير صالح للإستخدام للإرسال بعيد المدى. في تطبيقات الرادار يتراوح من 12 إلى 18 جيجاهرتز وفقًا للتعريف الرسمي لتسميات «نطاق ترددات الرادار» المعياري للـ IEEE.  
يُستخدم نطاق ك-السفلي في المقام الأول للاتصالات عبر الأقمار الصناعية، وخاصة لتحميل البيانات من الأقمار للأرض التي تستخدمها أقمار البث المباشر للبث التلفزيوني عبر الأقمار الصناعية ، ولتطبيقات محددة مثل القمر الصناعي لترحيل بيانات التتبع التابع لناسا والمستخدم لاتصالات محطة الفضاء الدولية (ISS) وأقمار SpaceX Starlink. 
يتم استخدام بعض الترددات في هذا النطاق الراديوي في مسدسات الرادار التي تستخدمها سلطات إنفاذ القانون للكشف عن المركبات المسرعة، خاصة في أوروبا. 

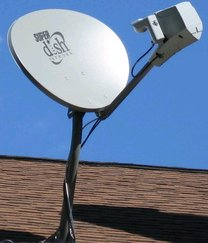
أحد استخدامات النطاق هو البث المباشر عبر الأقمار الصناعية. طبق قمر صناعي على مسكن، يستقبل قنوات تلفزية فضائية عبر شعاع الموجات الصغيرة من نطاق ك-السفلي من قمر اصطناعي للاتصالات للبث في مدار ثابت بالنسبة للأرض على ارتفاع 35,700 كيلومتر فوق الأرض.